# Entrevías
Entrevías är en spansk thriller och kriminaldramaserie som hade premiär den 1 februari 2022 på strömningstjänsten Netflix. Seriens första säsong består av åtta avsnitt. Seriens fjärde säsong hade premiär den 7 februari 2025.

## Handling
Serien kretsar kring en krigsveteran som får nog och tar saken i egna händer när hans tonåriga barnbarn blir misshandlad av knarklangarna som har tagit över området där han bor.

## Rollista (i urval)
- José Coronado – Tirso Abantos
- Luis Zahera – Ezequiel Fandiño
- Nona Sobo – Irene Sánchez Abantos
- Felipe Londoño – Nelson Gutiérrez
- María de Nati – Nata